# Élections européennes de 2004 en Hongrie
Les élections européennes se sont déroulées le 13 juin 2004 en Hongrie pour désigner les 24 députés européens au Parlement européen, pour la législature 2004-2009. Le parti au pouvoir a été lourdement défait par les conservateurs.

## Candidats
| Parti ou coalition | Parti ou coalition                        | Abréviation | Tête de liste | Parti européen |
| ------------------ | ----------------------------------------- | ----------- | ------------- | -------------- |
|                    | Fidesz-Union civique hongroise            | Fidesz      |               | PPE            |
|                    | Parti socialiste hongrois                 | MSZP        |               | PSE            |
|                    | Alliance des démocrates libres            | SZDSZ       |               | ALDE           |
|                    | Forum démocrate hongrois                  | MDF         |               | PPE            |
|                    | Parti hongrois de la justice et de la vie | MIÉP        |               |                |
|                    | Parti ouvrier hongrois                    | Munkáspárt  |               | PGE            |
|                    | Alliance nationale hongroise              | MNSZ        |               |                |
|                    | Parti social-démocrate                    | SZDP        |               |                |

## Résultats
| Parti ou coalition Parti | Parti ou coalition Parti | Voix      | Voix   | Sièges |
| Parti ou coalition Parti | Parti ou coalition Parti | Nombre    | %      | Sièges |
| ------------------------ | ------------------------ | --------- | ------ | ------ |
|                          | FIDESZ                   | 1 457 750 | 47,4 % | 12     |
|                          | MSZP                     | 1 054 921 | 34,3 % | 9      |
|                          | SZDSZ                    | 237 908   | 7,7 %  | 2      |
|                          | MDF                      | 164 025   | 5,3 %  | 1      |
|                          | MIÉP                     | 72 203    | 2,6 %  | 0      |
|                          | Munkáspárt               | 56 221    | 1,8 %  | 0      |
|                          | MNSZ                     | 20 226    | 0,7 %  | 0      |
|                          | SZDP                     | 12,196    | 0,7 %  | 0      |